# 双林镇 (湖州市)
雙林鎮，是中國浙江省湖州市南潯區下屬的一個鎮，總面積99.6平方公里，總人口8.28萬人。該鎮地處杭嘉湖平原中部，距離杭州、湖州分別為80公里和30公里，水網密布，是一處典型的江南水鄉古鎮，盛產絲綢、魚蝦，米行埭等街道民居均沿東、西市河興築，河上橋梁分布密集，尤以萬元、化成、萬魁三橋最為著稱。該鎮也是梁希、徐恩曾、丁是娥、費新我等文化名人的家鄉。

## 歷史沿革
雙林鎮歷史悠久，是江南水鄉著名古鎮之一。據附近洪城和花城古文化遺址發掘考證，早在三、四千年前就有先民在此繁衍生息；漢唐時已成村落，名東林；南宋時，北方商賈隨宋室南遷集居於此，故又稱「商林」。明永樂三年（1405年）與其西二里的西林村合併，更名為「雙林鎮」，一直沿用至今。明清時期為江南名鎮。現屬湖州市南潯區。

## 行政區劃
雙林鎮轄5個社區、33個行政村（2007年），鎮政府駐地為雙林鎮複興路1號。
- 社區：虹橋社區、愛國路社區、新街社區、和睦社區、板橋社區；

- 行政村：顯洪(23)[1]、跳家山(16)、東雙林(18)、後壩(13)、黃泥兜(13)、邢窯(26)、豈山圩(10)、西陽(31)、塢仁(23)、三田洋(27)、鎮南(5)、水產(3)、洋灘(11)、趙家兜(24)、新豐兜(12)、曹橋(17)、周家兜(13)、土山(16)、千畝山(13)、勤裕(20)、黃龍兜(18)、倪家灘(16)、雉頭村(24)、吳家莊(18)、箍桶兜(18)、七星橋(9)、花盤兜(13)、儒林(21)、花城(30)、向陽(21)、俞家埭(12)、華橋(11)、蓮花兜(13)。

下辖以下地区：
爱国路社区、新街社区、和睦社区、虹桥社区、板桥社区、显洪村、跳家扇村、东双林村、岂山圩村、邢窑村、后坝村、黄泥村、西阳村、坞塍村、三田漾村、镇南村、双林水产村、漾滩村、赵家兜村、新丰兜村、曹桥村、周家兜村、土山村、千亩山村、勤裕村、黄龙兜村、倪家滩村、雉头村、吴家庄村、箍桶兜村、七星桥村、花盘兜村、儒林村、花城村、向阳村、俞家埭村、华桥村和莲花兜村。

## 文化

### 古巷
根植於水環境中的雙林古鎮是一種介於鄉村和城市之間的人類聚集地和經濟網絡空間。雖然在歷次城市建設中已對古鎮區進行了較多的改造，但舊鎮址未變，區內還仍然保留著江南水鄉城鎮特有的水網體系、街巷格局和傳統建築風貌。穿鎮而過的東、西市河，沿河而建的米行埭、港北埭、西蕩埭、壩橋埭和木匠埭，河街旁的油車弄、財源弄、九思弄以及永平里、天成里、陸府前等古巷民居構成了古鎮區空間的基本框架，依然較完整的體現出江南水鄉古鎮「天人合一」的環境特色，散發著原汁原味的生活氣息和各種歷史文化信息。

### 古橋
據《東西林匯考》記載，双林歷史上曾有橋125座，其中始建於宋代4座，元代1座，明代13座，清代35座。雖經滄桑變遷，大部分已廢圯湮沒，但至今仍不失為「江南古橋留存集中區」，僅鎮區尚有21座之多。其中鎮北的萬元橋、化成橋、萬魁橋三橋始建於明代以前，已列为全国重点文物保护单位。橋長50米左右，且空間水平相距不到360米，為江南僅有。雙林三橋在省內乃至全國有一定的知名度。此外，鎮區尚存的望月橋（市級文保單位）、虹橋（市級文保單位）、金鎖橋、耕塢橋、永豐橋、鎮安橋、積善橋等橋也各有特色。

### 古業
綾絹業的發展，使雙林很早就成為江南水鄉著名的商埠巨鎮。古鎮區尚存的北柵碼頭和區內老絹巷、舊絹巷、新絹巷和墨浪河、織漩漾等因絹而稱謂的街區、地塊，以及現今仍然還在生產經營的民間作坊、工廠，都顯現了雙林絲文化的底蘊和脈絡。

### 文物保护单位
| 编号                 | 名称                 | 年代                                                                           | 地址                    | 类别                       | 图片                 | 备注                 |
| 全国重点文物保护单位 | 全国重点文物保护单位 | 全国重点文物保护单位                                                           | 全国重点文物保护单位    | 全国重点文物保护单位       | 全国重点文物保护单位 | 全国重点文物保护单位 |
| -------------------- | -------------------- | ------------------------------------------------------------------------------ | ----------------------- | -------------------------- | -------------------- | -------------------- |
| 3-328                | 双林三桥 - 万元桥    | - 清乾隆五十八年（1793年） - 清乾隆五十五年（1790年） - 清道光十四年（1834年） | 南浔区双林镇北          | 古建筑                     |                      | 省保3-16、3-17、3-18 |
| 浙江省文物保护单位   |                      |                                                                                |                         |                            |                      |                      |
| 6-240                | 幻溇古桥群 - 永安桥  | 清、民国                                                                       | 南浔区双林镇 - 千亩山村 | 古建筑                     |                      |                      |
| 湖州市文物保护单位   |                      |                                                                                |                         |                            |                      |                      |
| 3-8                  | 虹桥、望月桥         | 明洪武十六年（1383年）                                                         | 双林镇东栅              | 古建筑                     |                      |                      |
| 6-1                  | 丁泾遗址             | 新石器                                                                         | 南浔区双林镇西阳村      | 古遗址                     |                      |                      |
| 6-26                 | 永丰桥               | 清                                                                             | 南浔区双林镇爱国路社区  | 古建筑                     |                      |                      |
| 7-28                 | 双花桥               | 清                                                                             | 南浔区双林镇千亩山村    | 古建筑                     |                      |                      |
| 7-35                 | 双林航船埠头         | 清                                                                             | 南浔区双林镇新街社区    | 古建筑                     |                      |                      |
| 7-41                 | 金锁桥               | 民国                                                                           | 南浔区双林镇新街社区    | 近现代重要史迹及代表性建筑 |                      |                      |
| 8-18                 | 永丰桥               | 清                                                                             | 南浔区双林镇爱国路社区  | 古建筑                     |                      |                      |

## 名人
- 姚學塽
- 徐有壬
- 梁希
- 徐恩曾
- 丁是娥
- 費新我